# 杜韋爾赫
18°22′48″N 71°21′48″W / 18.38000°N 71.36333°W
杜韋爾赫（西班牙語：Duvergé），是多明尼加共和國的城鎮，位於該國西南部，由獨立省負責管轄，面積521.64平方公里，海拔高度2米，2012年人口19,598，人口密度每平方公里38人。